# زنی با چتر مقابل مغازه کلاه‌فروشی
زنی با چتر مقابل مغازه کلاه‌فروشی (انگلیسی: Woman with Umbrella in Front of a Hat Shop) یا با عنوان دیگر زنی با چتر جلوی مغازه کلاه‌فروشی، نقاشی رنگ روغن از آوگوست ماکه است که امروزه در موزه فولک‌وانگ واقع است